# ژرژ دو پیربرون
ژرژ دو پیربرون (به فرانسوی: Georges de Peyrebrune) رمان‌نویس قرن نوزدهم میلادی اهل فرانسه است.